# Rudolf W. Vollmoeller
Rudolf W. Vollmoeller (* 15. Juli 1874 in Stuttgart; † 8. August 1941 in Uster, Schweiz) war ein deutsch-schweizerischer Unternehmer der Textilindustrie.

## Leben und Werk
Rudolf Vollmoeller kam Mitte Juli 1874 in Stuttgart als Sohn von Robert Vollmöller und Emilie Vollmöller geb. Behr zur Welt. Mütterlicherseits entstammte er der schwäbischen Textildynastie Behr aus Balingen. Sein Vater baute die Vollmoeller AG zum weltweit größten Betrieb seiner Branche auf. Das Ehepaar hatte zehn Kinder. Zu seinen Geschwistern gehörten u. a. Elisabeth Wittenstein, geb. Vollmoeller, Mathilde Vollmoeller-Purrmann, Hans Robert Vollmöller, Kurt Vollmöller, Karl Gustav Vollmoeller und Martha Müller, geb. Vollmöller (1883–1955), die Anfang des 20. Jahrhunderts zu den ersten Abiturientinnen Württembergs und den vier ersten Studentinnen Tübingens gehörte.  Einer der Taufpaten von Rudolf Vollmoeller war Robert Bosch.

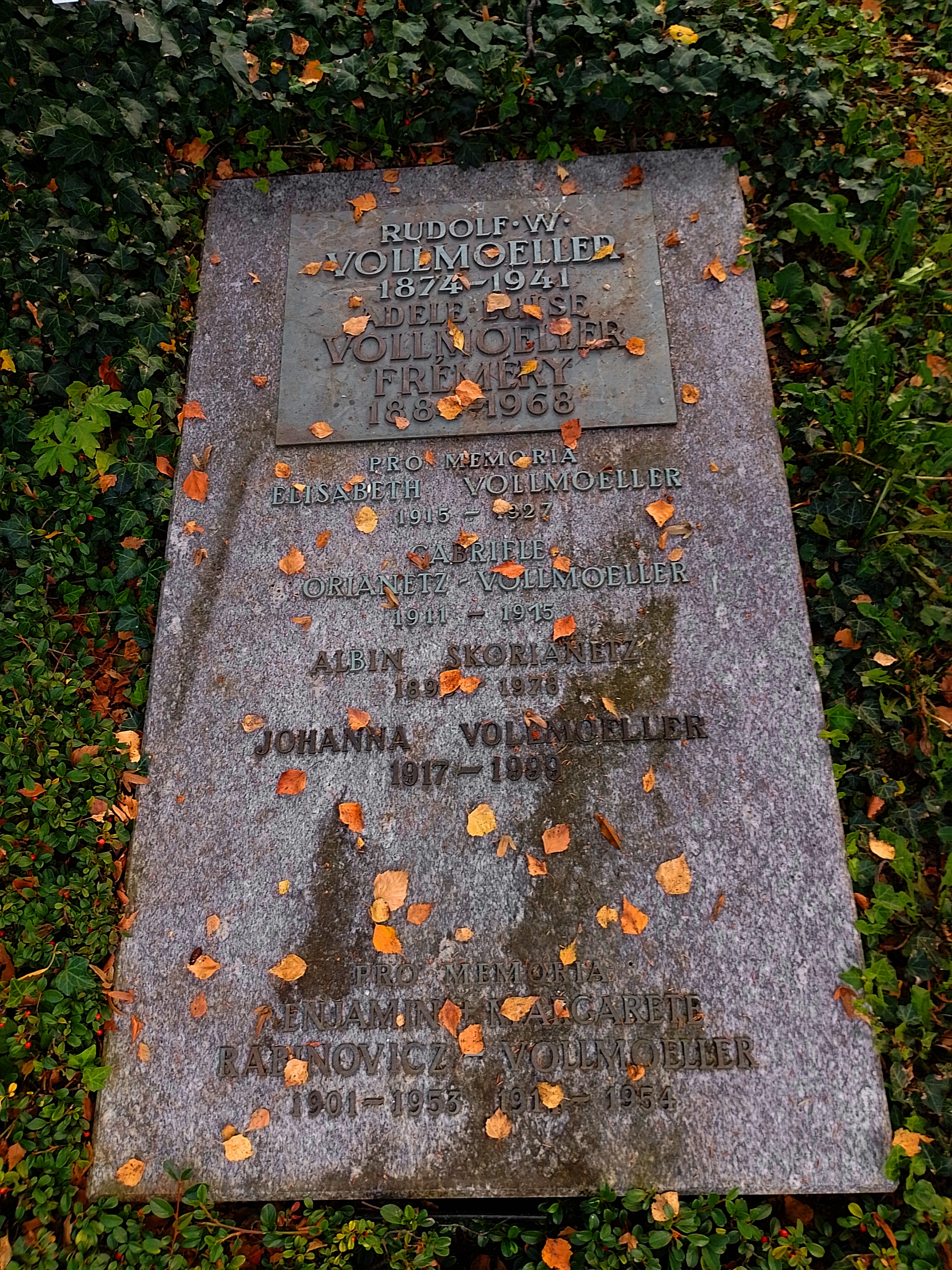
Grab, Friedhof Enzenbühl, Zürich

Vollmoeller lernte im elterlichen und großelterlichen Betrieb (Friedrich Behr) die Trikotagenherstellung. Zudem erhielt er eine Ausbildung zum Bankier in der Württembergischen Vereins-Bank, seinerzeit Aktionärin der Vollmoeller AG.
Noch vor der Jahrhundertwende, 1898, schied Rudolf Vollmoeller im Streit über die künftige Geschäftspolitik der Vollmoeller AG aus dem Unternehmen, ließ sich vom Vater sein Erbe auszahlen, indem er einen der drei Fabrikationsstandorte, den in Untertürkheim (heute produziert Daimler-Benz dort Automobile) übernahm, und diese Fabrik zehn Jahre eigenständig führte.
1908 kam es zur Versöhnung mit dem Vater und dem Wiedereintritt in die Vollmoeller AG. Rudolf Vollmoeller übernahm vom Vater den Vorstandsvorsitz. Vom Vater wurde ihm sein jüngerer Bruder Karl Gustav Vollmoeller gemeinsam mit Walter Knoll als Aufpasser und Aufsichtsratsmitglied zur Seite gestellt. Rudolf Vollmoeller sorgte für den Rückkauf der Aktien in Bank- und Privatbesitz, so dass die Vollmoeller AG wieder als reine Familien-AG geführt werden konnte, was die unternehmerische Freiheit vergrößerte. Auch gelang ihm, die durchschnittlich erwirtschaftete Rendite zehn Jahre lang auf 20 % jährlich anzuheben. Erst die politisch schwierigen und turbulenten Zeiten der jungen Weimarer Republik ließen die Rendite auf 0 bis 4 % einbrechen.
1924 verkaufte Rudolf Vollmoeller seine Anteile an der Vollmoeller AG an seinen Bruder Karl Gustav Vollmoeller und siedelte in die Schweiz über, wo er nahe dem Bahnhof der Gemeinde Uster die Vollmoeller Textil-AG gründete. Diese führte er ab 1935 gemeinsam mit seinem Sohn Hans R. Vollmoeller.
Rudolf Vollmoeller war mit Adele Luise, geborene Fréméry (1884–1968) verheiratet. Die Tochter Heidi Vollmoeller (1916–2004) war eine namhafte Kunsthändlerin und Auktionatorin mit Sitz in Zürich. Der Sohn Hans R. Vollmoeller (geb. 16. Oktober 1919; gest. 18. November 1954) führte das Unternehmen bis gegen Ende der 1950er-Jahre. Hans R. Vollmoeller war mit  Regina, geborene Purrmann (geb. 16. September 1916; gest. 13. April 1997) verheiratet. Sie war eine Tochter von Mathilde Vollmoeller-Purrmann und Hans Purrmann.
Rudolf W. Vollmoeller fand seine letzte Ruhestätte auf dem Friedhof Enzenbühl in Zürich.